# Павленко Параска Миколаївна
Параска Миколаївна Павленко (7 (19) січня 1881, Петриківка — 1983) — українська художниця, найстаріша відома майстриня петриківського розпису і одна з найвідоміших майстринь цього напрямку початку ХХ століття. Мати відомих майстринь Віри Павленко та Ганни Павленко-Черниченко.